# Gastrosaccus australis
Gastrosaccus australis är en kräftdjursart som beskrevs av W. M. Tattersall 1923. Gastrosaccus australis ingår i släktet Gastrosaccus och familjen Mysidae. Inga underarter finns listade i Catalogue of Life.